# Cistinosi

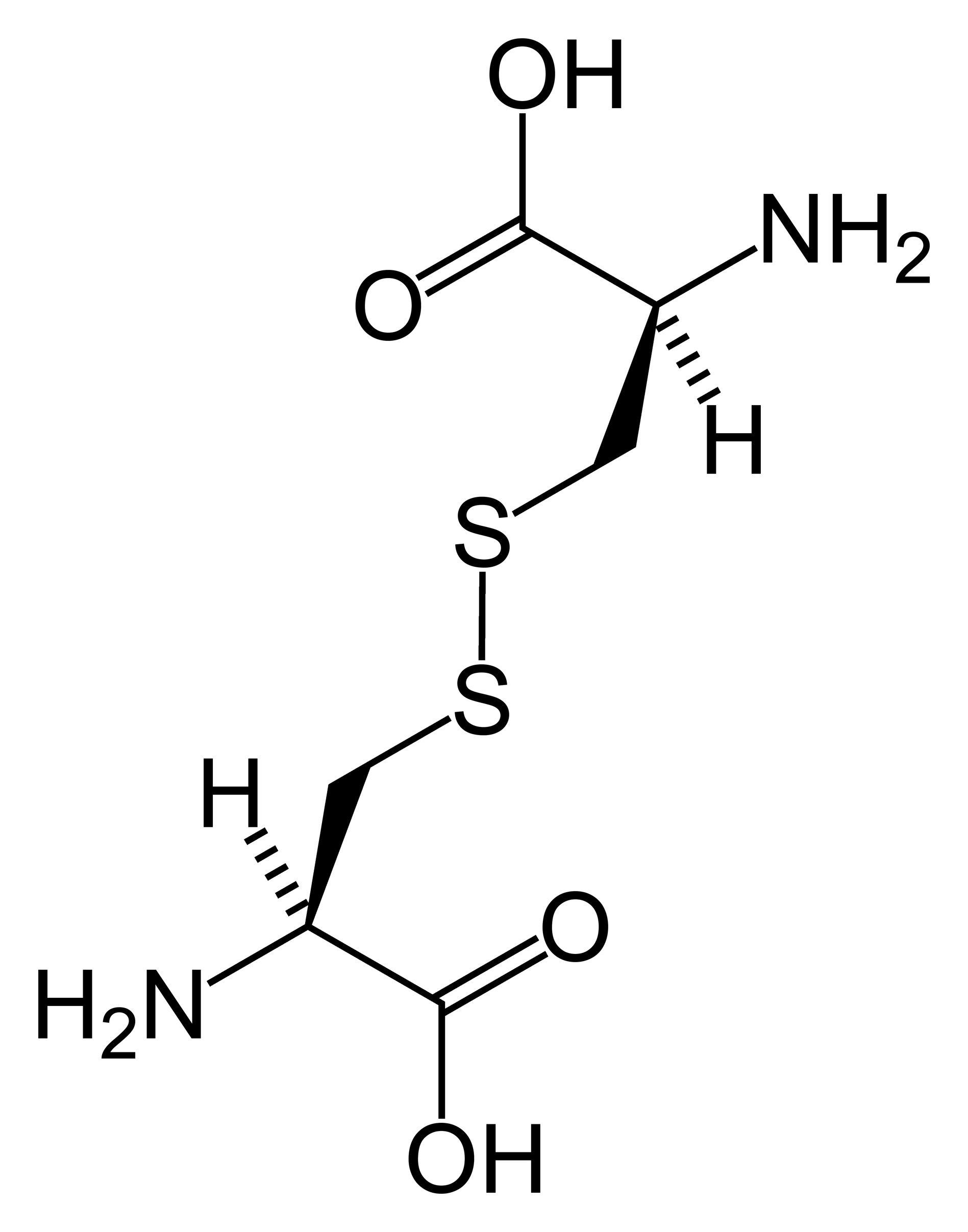

La cistinosi è una malattia autosomica recessiva, classificata all'interno dell'eterogeneo gruppo delle malattie da accumulo lisosomiale.

## Eziopatogenesi
La cistinosi porta all'accumulo di cistina (molecola formata da due cisteine unite tra loro da un ponte disolfuro) intralisosomiale. Si tratta di una malattia lisosomiale. L'accumulo della cistina nelle cellule causa la formazione di cristalli che interferiscono con la funzione di quasi tutti gli organi (fegato, midollo osseo, mucosa rettale, linfonodi, congiuntive), ma è proprio la formazione dei cristalli (dovuti all'insolubilità della cistina) che causa il danno renale.
Rosemberg distinse 2 tipi di cistinuria in base alle mutazioni genetiche:
- tipo I: mutazione M467T
- tipo II: mutazione V170M

## Classificazione clinica
Esistono tre forme di cistinosi:
- infantile
- tardiva
- benigna

Le prime due sono simili nei sintomi ma differiscono per l'età di insorgenza: i sintomi caratteristici sono poliuria, disidratazione, sete, rachitismo dovuto a difficoltà di crescita. Nella forma infantile il trapianto di rene è necessario entro i 9 anni di vita, se non trattata: sintomaticamente per quanto riguarda l'insufficienza renale, ed inoltre con somministrazione di cisteamina che lega i cristalli, ma non senza controindicazioni.